# کنت گولد
کنت گولد (انگلیسی: Kenneth Gould؛ زادهٔ ۱۱ مهٔ ۱۹۶۷) بوکسور اهل ایالات متحده آمریکا است.